# Мартин, Фернандо
Фернандо Мартин Эспина (исп. Fernando Martín Espina; 15 марта 1962, Мадрид — 3 декабря 1989, Мадрид) — испанский баскетболист, первый испанец, выступавший в Национальной баскетбольной ассоциации. Выступал за национальную сборную Испании, в составе которой стал серебряным призёром Олимпийских игр 1984 года.

## Биография
Мартин в юности был разносторонним спортсменом, занимался плаванием, дзюдо, играл в гандбол и настольный теннис. Профессиональную баскетбольную карьеру начал в 17 лет в мадридском «Эстудиантесе». В 1981 году перешёл в «Реал Мадрид», в составе которого стал игроком национального уровня, получил приглашение в сборную Испании.
В 1985 году Мартин был выбран на драфте НБА во втором раунде под общим 38-м номером клубом «Нью-Джерси Нетс», но в НБА оказался только через год, когда права на него перешли клубу «Портленд Трэйл Блэйзерс». Фернандо Мартин стал первым испанцем и одним из первых европейских игроков в НБА. В сезоне 1986/1987 он провёл за «Портленд» всего 24 игры, много пропустив из-за травмы, и не смог закрепиться в команде. После окончания своего единственного сезона в НБА Мартин вернулся в «Реал Мадрид».
В составе национальной сборной Испании Мартин провёл 86 матчей, был участником чемпионатов мира 1982 и 1986 годов, а также чемпионатов Европы 1981, 1983 и 1985 годов. В 1983 году Испания стала серебряным призёром чемпионата Европы, а в 1984 году завоевала серебряную медаль Олимпийских игр, что является лучшим достижением сборной на олимпийских турнирах.
Фернандо Мартин погиб в автокатастрофе 3 декабря 1989 года в Мадриде в возрасте 27 лет. В память о нём «Реал Мадрид» вывел из обращения 10 номер, под которым играл Мартин. Его именем назван домашний стадион испанского клуба «Фуэнлабрада». В 2009 году Руди Фернандес, другой испанский баскетболист в составе «Портленд Трэйл Блэйзерс», участвовал в конкурсе слэм-данков НБА в майке «Блэйзерс» с номером 10 и фамилией «Мартин».
Младший брат Фернандо Антонио Мартин (род. 1966) также стал баскетболистом, выступал за мадридский «Реал» и защищал цвета сборной Испании на Олимпийских играх 1988 года в Сеуле.

## Достижения
- Обладатель Кубка Обладателей Кубков 1984 и 1989
- Обладатель Кубка Корача 1988
- Чемпион Испании 1982, 1984, 1985, 1986
- Обладатель Кубка Испании 1985, 1986, 1989
- Серебряный призёр чемпионата Европы 1983 года
- Серебряный призёр Олимпийских игр 1984 года
- Включён в Зал славы ФИБА

## Статистика в НБА
| Сезон                                                                                    | Команда  | Регулярный сезон | Регулярный сезон | Регулярный сезон | Регулярный сезон | Регулярный сезон | Регулярный сезон | Регулярный сезон | Регулярный сезон | Регулярный сезон | Регулярный сезон | Регулярный сезон | Серия плей-офф | Серия плей-офф | Серия плей-офф | Серия плей-офф | Серия плей-офф | Серия плей-офф | Серия плей-офф | Серия плей-офф | Серия плей-офф | Серия плей-офф | Серия плей-офф |
| Сезон                                                                                    | Команда  | GP               | GS               | MPG              | FG%              | 3P%              | FT%              | RPG              | APG              | SPG              | BPG              | PPG              | GP             | GS             | MPG            | FG%            | 3P%            | FT%            | RPG            | APG            | SPG            | BPG            | PPG            |
| ---------------------------------------------------------------------------------------- | -------- | ---------------- | ---------------- | ---------------- | ---------------- | ---------------- | ---------------- | ---------------- | ---------------- | ---------------- | ---------------- | ---------------- | -------------- | -------------- | -------------- | -------------- | -------------- | -------------- | -------------- | -------------- | -------------- | -------------- | -------------- |
| 1986/87                                                                                  | Портленд | 24               | 0                | 6,1              | 29,0             | 0,0              | 36,4             | 1,2              | 0,4              | 0,3              | 0,0              | 0,9              | 1              | 0              | 1,0            | 0,0            | -              | -              | 0,0            | 0,0            | 0,0            | 0,0            | 0,0            |
|                                                                                          | Всего    | 24               | 0                | 6,1              | 29,0             | 0,0              | 36,4             | 1,2              | 0,4              | 0,3              | 0,0              | 0,9              | 1              | 0              | 1,0            | 0,0            | -              | -              | 0,0            | 0,0            | 0,0            | 0,0            | 0,0            |
| Наведите курсор мыши на аббревиатуры в заголовке таблицы, чтобы прочесть их расшифровку. |          |                  |                  |                  |                  |                  |                  |                  |                  |                  |                  |                  |                |                |                |                |                |                |                |                |                |                |                |